# 诺罗敦·苏拉玛里特
（1896年3月6日—1960年4月3日），柬埔寨国王，1955年至1960年在位。他是诺罗敦·西哈努克国王的父亲。父亲为诺罗敦·苏他罗，母亲諾羅敦·潘甘甘。
苏拉玛里特是国王诺罗敦的孙子，他的父亲苏他罗亲王是诺罗敦之子，也是西索瓦·莫尼旺国王的堂兄弟。苏拉玛里特娶莫尼旺的女儿哥沙曼为妻，生下西哈努克。苏拉玛里特是一位音乐家和电影爱好者，擅长演奏萨克斯管。在西哈努克小时候，苏拉玛里特和哥沙曼经常带着他去电影院看电影，这对西哈努克未来爱好艺术产生了深远的影响。
1941年，莫尼旺国王去世时，法国殖民者原本想要立他为国王。但莫尼旺国王的儿子西索瓦·莫尼勒认为自己才是王位的合法继承人，诺罗敦、西索瓦两大王室为了王位继承权而争吵不休。最后在法属印度支那总督让德句的裁定下，由兼具两大王室血统的西哈努克继承王位。
1955年，苏拉玛里特接受儿子西哈努克的让位，即位为王，其妻哥沙曼被立为王后。1960年，苏拉玛里特去世后，王位长期空缺。西哈努克另设国家元首职位，与国王在仪式上的权力相等。哥沙曼仍保留王后头衔，以代表柬埔寨仍是一个君主制国家。此后柬埔寨王位空缺，直至1993年，西哈努克才再次登上王位。

## 勋章
- 柬埔寨： 柬埔寨王家勋章骑士大十字勋章（1941年）
- 緬甸： 最光荣的真理勋章（英语：Agga Maha Thiri Thudhamma）大司令勋位
- 法國： 荣誉军团勋章司令勋位（1939年）
- 法國： 荣誉军团勋章军官勋位
- 大日本帝国： 大勳位菊花大綬章
- ： 万象及白伞勋章骑士大十字勋位（1955年）
- 苏联： 一级苏沃洛夫勋章（1956年7月7日）[3]
- 泰國： 扎克里王室勋章骑士勋位
- 越南： 大南龍星第一等
- 越南： 保國勳章騎士大十字勳位